# MICV-65

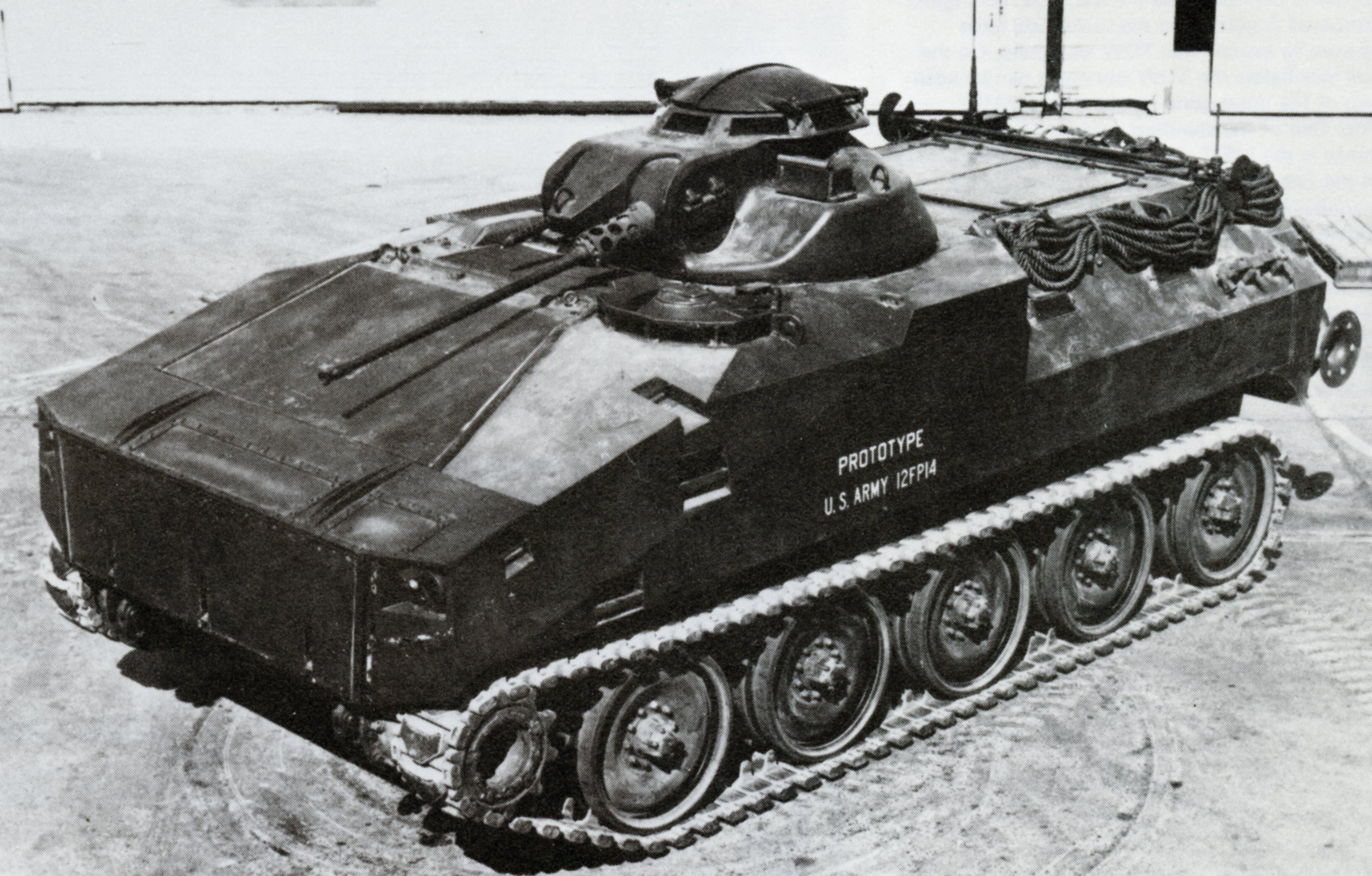
Dessin du concept XM701 de 1965.

Le MICV-65 est une version améliorée du véhicule de transport de troupes M113 qui fut testé par l'US Army pour devenir leurs MICV (Mechanized Infantry Combat Vehicle- véhicule de combat d'infanterie mecanisé) qu'ils recherchent en 1963.

## MICV (Mechanized Infantry Combat Vehicle)
Les recherches pour un MICV (Mechanized Infantry Combat Vehicle) commencent en 1963.
Les études sont longues. L'United States Army teste d'abord le MICV-65, une version améliorée du M113 mais cette solution est rejetée. 
Il faut attendre 1972 pour que la société FMC décroche un contrat pour son XM723. Quatre ans plus tard, L'US Army fusionne le programme MICV avec l'ARSV (Armored Reconnaissance Scout Vehicule- véhicule de reconnaissance blindée).
Il en résulte deux prototypes :
- Le XM2 IFV (Infantry Fighting Vehicle)
- Le XM3 CFV (Cavalry Fighting Vehicle)

Ces deux véhicules nommé en l'honneur du général Omar Bradley doivent être dotés d'un canon de 25 mm Bushmaster, encore en développement à l'époque.
Un XM723 descend d'un MD YC-15 au cours de tests en 1977.
Le Bradley entre finalement en production en 1981 et commence à remplacer le M113. Il est plus rapide, mieux protégé et mieux armé que celui-ci mais bien plus onéreux.

## Articles Connexes
- M2/M3 Bradley
- M113